# Qingshuihe (sockenhuvudort i Kina, Shanxi Sheng, lat 39,72, long 113,11)
Qingshuihe är en sockenhuvudort i Kina. Den ligger i provinsen Shanxi, i den norra delen av landet, omkring 210 kilometer norr om provinshuvudstaden Taiyuan. Antalet invånare är 20 470. Befolkningen består av 9 987 kvinnor och 10 483 män. Barn under 15 år utgör 17,0 %, vuxna 15-64 år 71 %, och äldre över 65 år 10,0 %.
Runt Qingshuihe är det ganska tätbefolkat, med 172 invånare per kvadratkilometer. Närmaste större samhälle är Xinjiayuan, 11,0 km väster om Qingshuihe. Trakten runt Qingshuihe består i huvudsak av gräsmarker.
Genomsnittlig årsnederbörd är 695 millimeter. Den regnigaste månaden är juli, med i genomsnitt 172 mm nederbörd, och den torraste är januari, med 4 mm nederbörd.